# Ambrysus arizonus
Ambrysus arizonus är en insektsart som beskrevs av La Rivers 1951. Ambrysus arizonus ingår i släktet Ambrysus och familjen vattenbin. Inga underarter finns listade i Catalogue of Life.